# (37764) 1997 GT3
1997 GT3 (asteroide 37764) é um asteroide da cintura principal. Possui uma excentricidade de 0.08837680 e uma inclinação de 9.58888º.
Este asteroide foi descoberto no dia 2 de abril de 1997 por Kin Endate e Kazuro Watanabe em Kitami.